# Malé Kozmálovce
Malé Kozmálovce es un municipio del distrito de Levice en la región de Nitra, Eslovaquia, con una población estimada a final del año 2024 de 373 habitantes.
Se encuentra ubicado al este de la región, cerca de los ríos Ipoly y Hron (ambos, afluentes izquierdos del Danubio) y de la frontera con la región de Banská Bystrica.

## Demografía
| Año        | 1994 | 2004 | 2014    | 2024    |
| ---------- | ---- | ---- | ------- | ------- |
| Población  | 0    | 368  | 366     | 373     |
| Diferencia |      | –    | −0,54 % | +1,91 % |

| Año        | 2023 | 2024    |
| ---------- | ---- | ------- |
| Población  | 377  | 373     |
| Diferencia |      | −1,06 % |